# Olga Charvátová
Olga Charvátová (* 11. Juni 1962 in Gottwaldov) ist eine ehemalige tschechoslowakische Skirennläuferin. Sie erreichte in den 1980er-Jahren dank ihrer Vielseitigkeit in allen Disziplinen Podestplätze im Weltcup und feierte zwei Weltcupsiege. Bei den Olympischen Winterspielen 1984 gewann sie die Bronzemedaille in der Abfahrt. Ihre Tochter Klára Křížová wurde ebenfalls Skirennläuferin.

## Biografie
Charvátová siegte 1976 in ihrer Altersklasse im Riesenslalom des Trofeo Topolino, gewann bei den Junioreneuropameisterschaften 1977 die Silbermedaille im Riesenslalom und bei den Junioreneuropameisterschaften 1979 die Bronzemedaille im Slalom. Bereits 1978 hatte die damals 15-Jährige an den Weltmeisterschaften in Garmisch-Partenkirchen teilgenommen und als bestes Ergebnis den neunten Platz in der Kombination erreicht. Ihre ersten Punkte im Weltcup gewann Charvátová am 12. Dezember 1978 mit dem zehnten Platz im Riesenslalom von Piancavallo. In den nächsten Jahren folgten weitere Top-10-Ergebnisse im Weltcup sowie in der Saison 1979/80 der Sieg in der Slalomwertung und der zweite Platz in der Gesamtwertung des Europacups.
Ihren ersten von insgesamt 14 Podestplätzen im Weltcup erreichte Charvátová am 3. Januar 1982 im Slalom von Maribor. Einen Monat später wurde sie bei den Weltmeisterschaften 1982 in Schladming Fünfte in der Kombination und Neunte im Slalom. Der erste Weltcupsieg gelang ihr am 21. Januar 1983 in der Kombination des Goldschlüsselrennens, die sich aus dem Slalom in Schruns und der Abfahrt in Megève zusammensetzte. Charvátová hatte sich an der Weltspitze etabliert und erreichte in der Saison 1982/83 mit dem achten Gesamtrang erstmals eine Top-10-Platzierung im Gesamtweltcup. Sie konnte sich in dieser Wertung ständig verbessern, wurde 1983/84 Siebte, 1984/85 Sechste und schließlich in ihrer letzten Saison 1985/86 Vierte des Gesamtweltcups, wobei sie in diesem Winter auch im Slalom- und Riesenslalomweltcup unter die besten fünf kam, was ihr in den drei Saisonen davor bereits in der Kombination gelungen war. Auf ihren zweiten – und letzten – Weltcupsieg musste sie drei Jahre warten. Am 4. Februar 1986 gewann sie den Slalom in Piancavallo.
Bei den Olympischen Winterspielen 1984 in Sarajevo gelang Charvátová im Abfahrtslauf beinahe die große Überraschung. Bis kurz vor Schluss lag sie deutlich auf Goldkurs, ehe ihr der Zielsprung missriet und sie sich um 17 Hundertstel Sekunden geschlagen mit dem dritten Platz (hinter den Schweizerinnen Michela Figini und Maria Walliser) bescheiden musste. Den olympischen Riesenslalom beendete sie an achter und den Slalom an zehnter Position. Bei ihrem letzten Großereignis, den Weltmeisterschaften 1985 in Bormio und Santa Caterina Valfurva, war ihr bestes Ergebnis der elfte Platz im Slalom. In der Kombination schied sie im zweiten Slalomdurchgang aus. 1986 beendete Charvátová ihre aktive Rennkarriere.

## Erfolge

### Olympische Winterspiele
- Sarajevo 1984: 3. Abfahrt, 8. Riesenslalom, 10. Slalom

### Weltmeisterschaften
- Garmisch-Partenkirchen 1978: 9. Kombination, 22. Slalom, 25. Abfahrt, 40. Riesenslalom
- Schladming 1982: 5. Kombination, 9. Slalom, 18. Riesenslalom, 19. Abfahrt
- Bormio/Santa Caterina 1985: 11. Slalom, 17. Abfahrt, 20. Riesenslalom

### Weltcup
- Saison 1982/83: 8. Gesamtweltcup, 5. Kombinationsweltcup
- Saison 1983/84: 7. Gesamtweltcup, 3. Kombinationsweltcup
- Saison 1984/85: 6. Gesamtweltcup, 9. Slalomweltcup, 4. Kombinationsweltcup
- Saison 1985/86: 4. Gesamtweltcup, 4. Slalomweltcup, 5. Riesenslalomweltcup, 6. Super-G-Weltcup
- 14 Podestplätze, davon 2 Siege:

| Datum           | Ort         | Land       | Disziplin   |
| --------------- | ----------- | ---------- | ----------- |
| 21. Januar 1983 | Schruns     | Österreich | Kombination |
| 4. Februar 1986 | Piancavallo | Italien    | Slalom      |

### Weitere Erfolge
- Junioreneuropameisterschaften: Silber im Riesenslalom 1977 und Bronze im Slalom 1979
- Europacup 1979/80: 2. Gesamtwertung, 1. Slalomwertung